# District de Mustang
Pour les articles homonymes, voir Mustang.
Le district de Mustang (en népalais : मुस्ताङ जिल्ला, mustāṅa jillā) est l'un des 77 districts du Népal. Il est rattaché à la province de Gandaki. La population du district s'élevait à 11 593 habitants en 2011.

## Caractéristiques
Le district est situé dans le nord-ouest du pays. Son territoire comprend celui de l'ancien royaume du Mustang (ou de Lo), qui lui a légué son nom. Il couvre 3 562 km2, ce qui en fait le 5e plus grand district du pays (après Dolpa, Humla, Taplejung et Gorkha), et compte 13 452 habitants en 2011, soit le 2e district le moins peuplé (après Manang).
Le district est à cheval sur l'Himalaya et s'étend au nord sur le plateau tibétain où se trouvait l'ancien royaume du Mustang, qui forme les deux-tiers nord du district. Il est entouré à l'ouest par le district de Dolpa, au sud par le district de Myagdi et à l'est par le district de Manang. Au nord se trouvent la frontière avec la Chine et la région autonome du Tibet.
Il faisait partie de la zone de Dhawalagiri et de la région de développement Ouest jusqu'à la réorganisation administrative de 2015 lors de laquelle ces entités ont disparu.

## Histoire
Utilisé par le groupe armé tibétain du Chushi Gangdruk, mouvement indépendantiste entraîné et financé par la Central Intelligence Agency (CIA) entre 1957 et 1969 dans le cadre du programme du gouvernement américain de Harry S. Truman (1943 — 1953) dans l'opération ST Circus, dans le cadre du programme tibétain de la CIA, est orchestrée depuis le Mustang.
Après la décimation en 1959 de quatre groupes de guérilleros parachutés au Tibet pour rejoindre ce qui restait de la résistance tibétaine, la CIA changea de stratégie et mit sur pied une base au Mustang. Elle y rassembla près de 2 000 Tibétains, organisés en armée moderne et commandés par Bapa Yeshe, un ancien moine. Ravitaillés en armes et munitions par air, ces combattants avaient pour mission de lancer des raids au Tibet.
En 1964, la plupart des villages du Mustang abritaient des camps ou des bases militaires, pour un nombre de combattants estimé à 
6 000.
Le dernier lâcher d’armes eut lieu en mai 1965 puis, début 1969, l’Agence interrompit tout soutien, à la grande déception des guérilleros. Elle expliqua que c’était une des conditions mises par la Chine à l’établissement de relations diplomatiques avec les États-Unis,.
En raison des mesures efficaces de surveillance à la frontière prises par la Chine et des luttes intestines que se livraient les différents chefs tibétains, la guérilla de Mustang s’était retrouvée impuissante et n’avait plus d’objet.
En 1974, sous la pression des Chinois, le gouvernement népalais envoya des troupes au Mustang pour exiger que les combattants se rendent. Craignant un bain de sang, le dalaï-lama leur envoya un message enregistré leur demandant de se rendre, ce qu’ils firent, non sans regrets, certains d’entre eux se suicidant même peu après. Ceux qui ne se suicidèrent pas furent internés jusqu’en 1981.

## Subdivisions administratives
Le district de Mustang est subdivisé en 5 unités de niveau inférieur qui sont toutes des gaunpalikas ou municipalités rurales.
| # | Nom                   | Nom en népalais | Type       | Population (2011) | Superficie (km2) |
| - | --------------------- | --------------- | ---------- | ----------------- | ---------------- |
| 1 | Gharpajhong           | घरपझोङ           | gaunpalika | 3 029             | 316              |
| 2 | Thasang               | थासाङ             | gaunpalika | 2 912             | 289              |
| 3 | Lo-Ghekar Damodarkund | लो-घेकर दामोदरकुण्ड   | gaunpalika | 1 423             | 1344             |
| 4 | Lomanthang            | लोमन्थाङ           | gaunpalika | 1 899             | 727              |
| 5 | Baragung Muktichhetra | वारागुङ मुक्तिक्षेत्र    | gaunpalika | 2 330             | 886              |

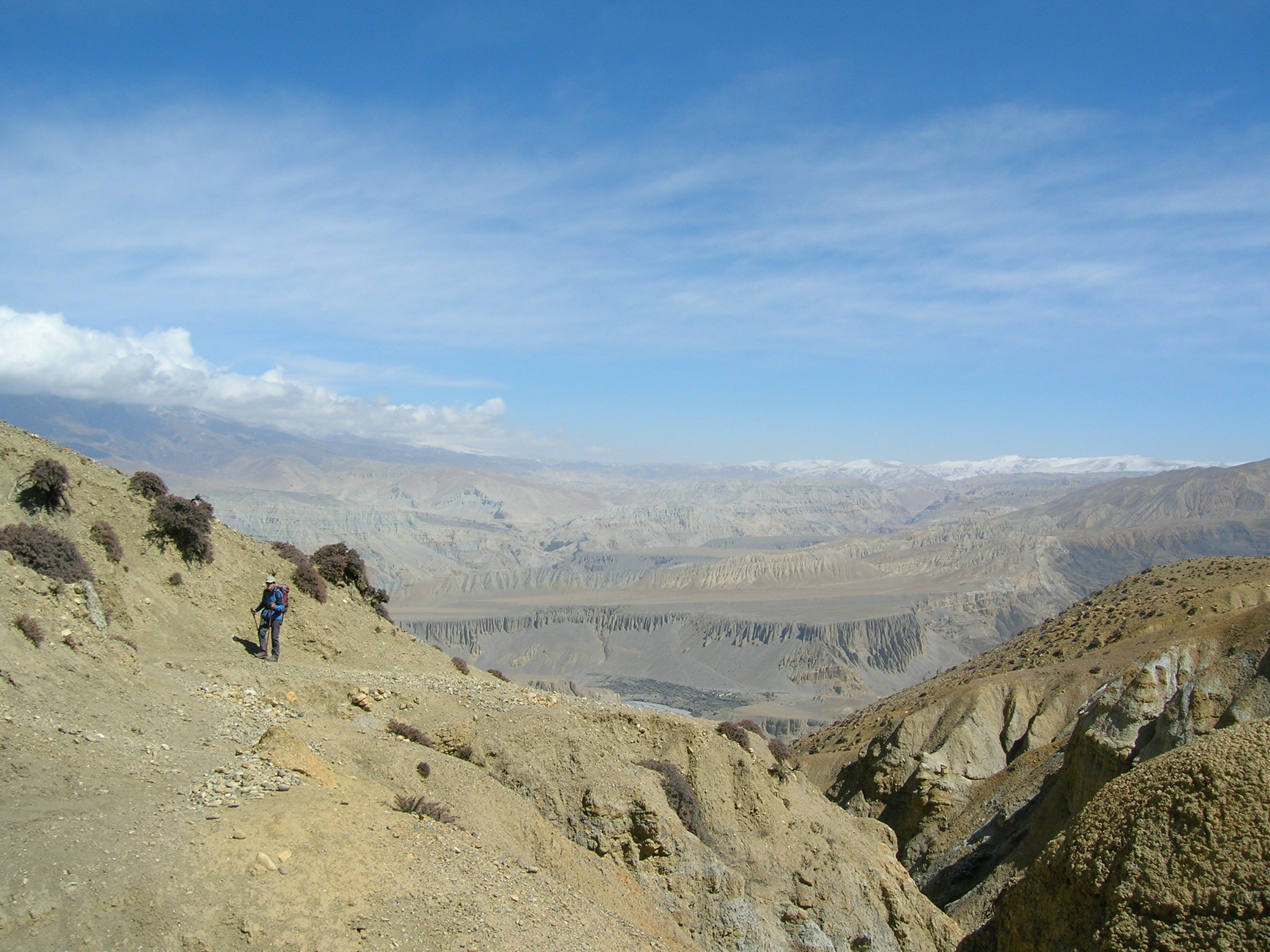
Le Mustang possède un climat semi-aride.
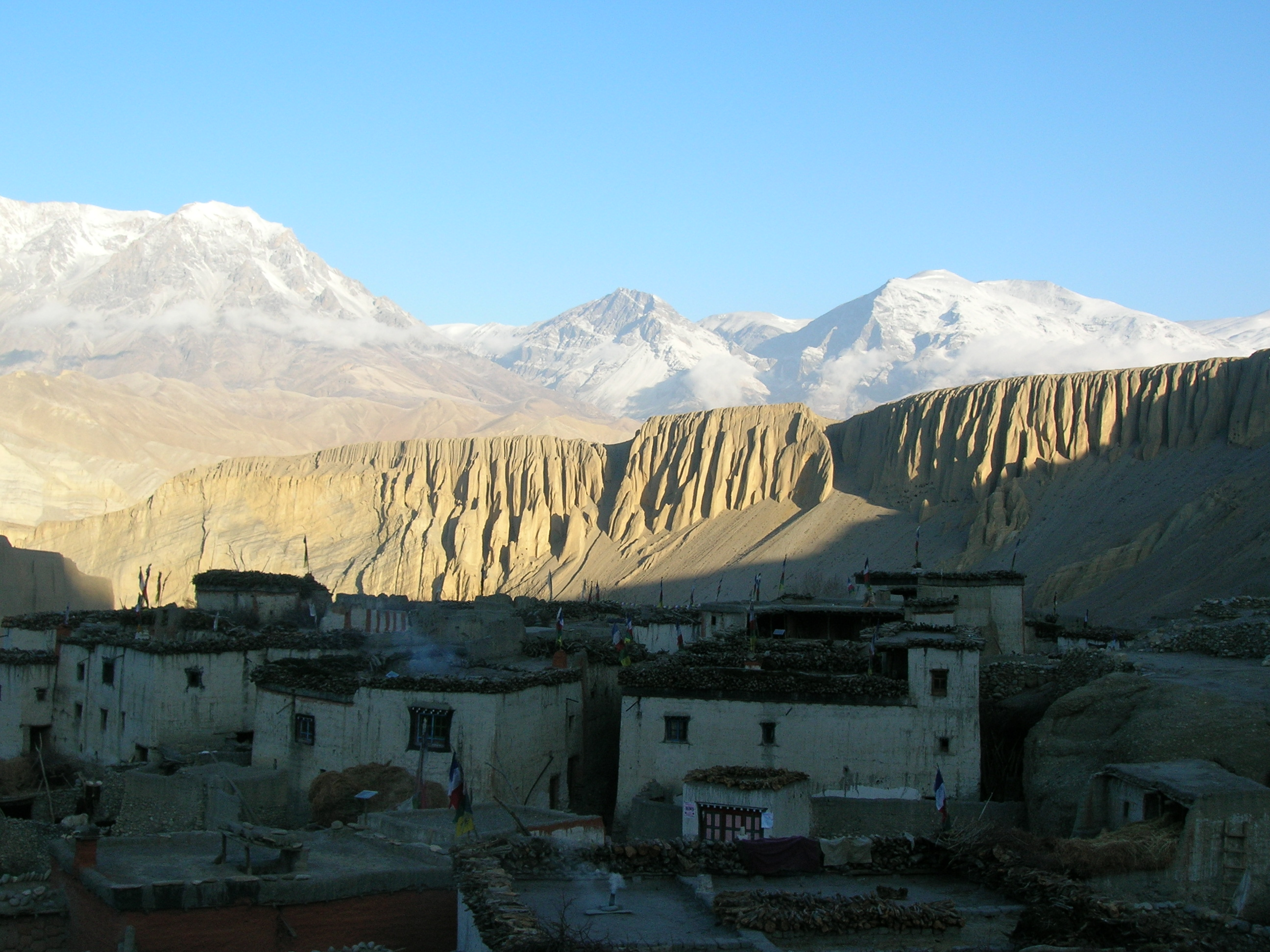
Tetang, village du district.
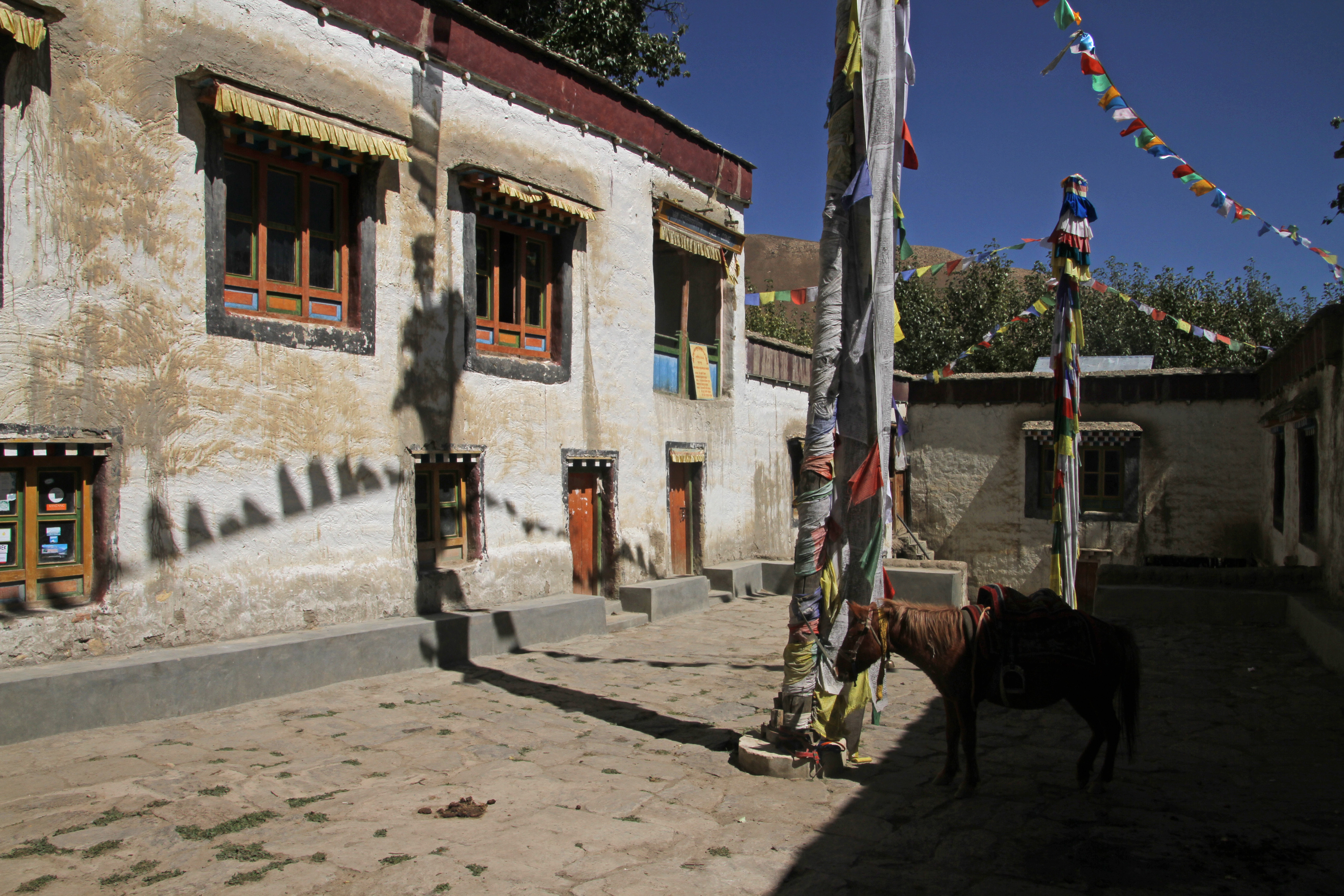
Monastère de Lo Gekar.
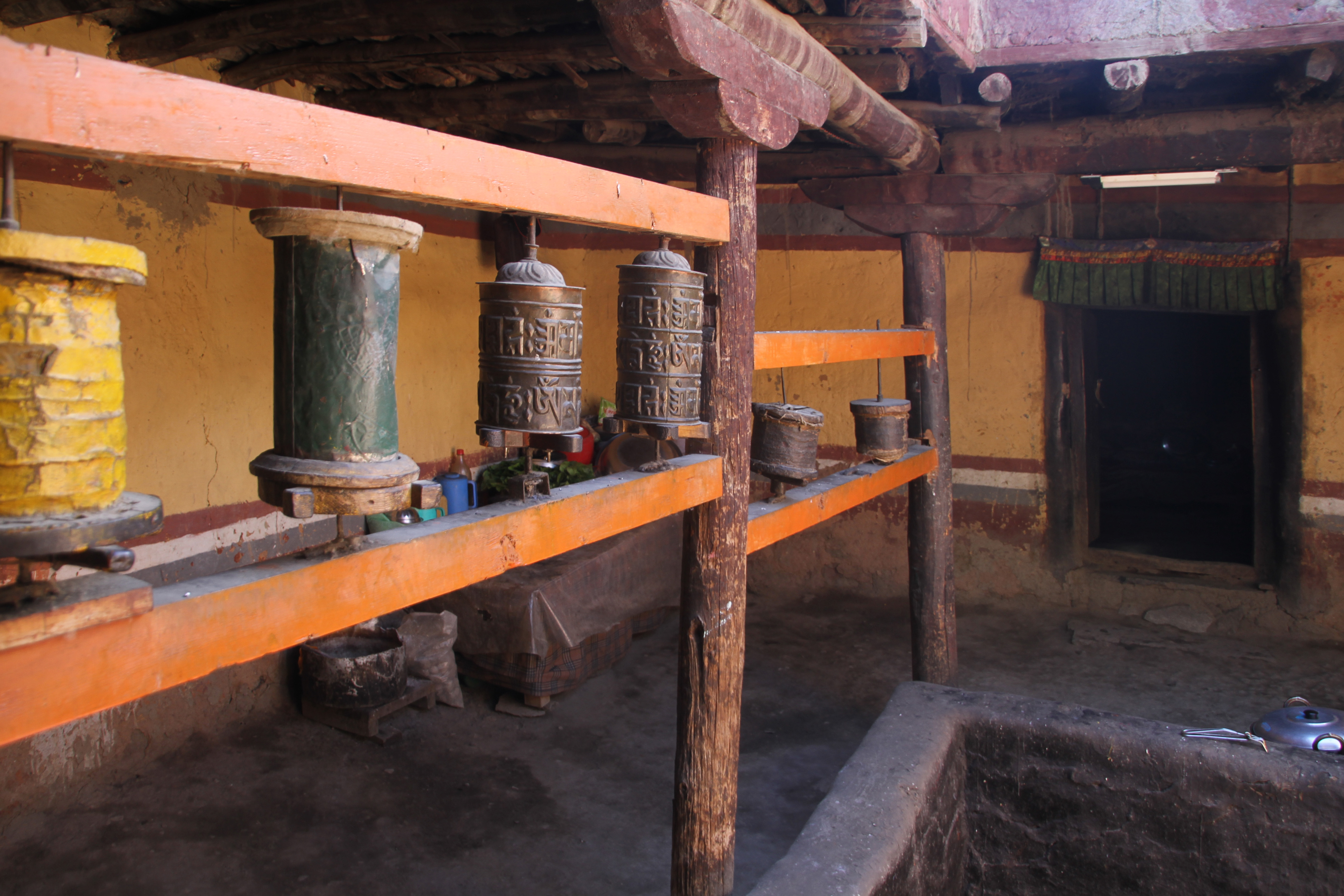
Monastère de Lo Gekar.
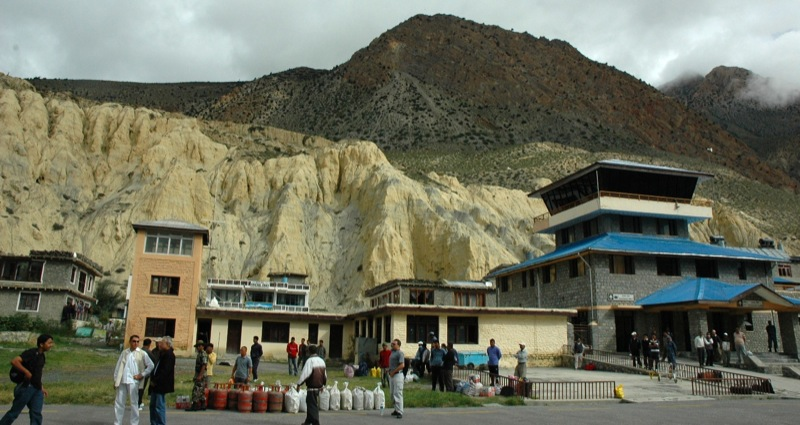
L'aéroport de Jomsom, unique aéroport du Mustang.
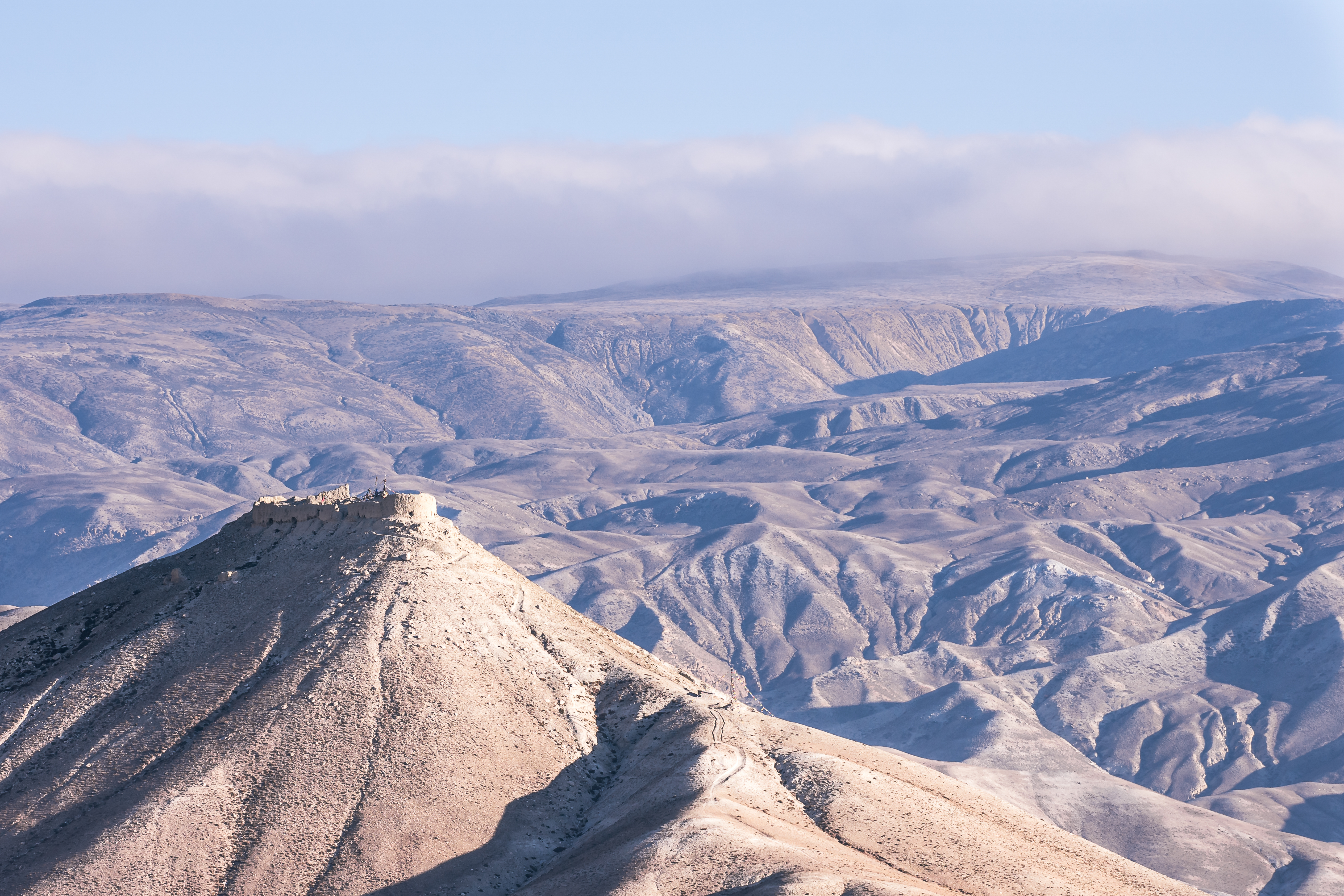
Vue de Lo Manthang dans le district de Mustang.
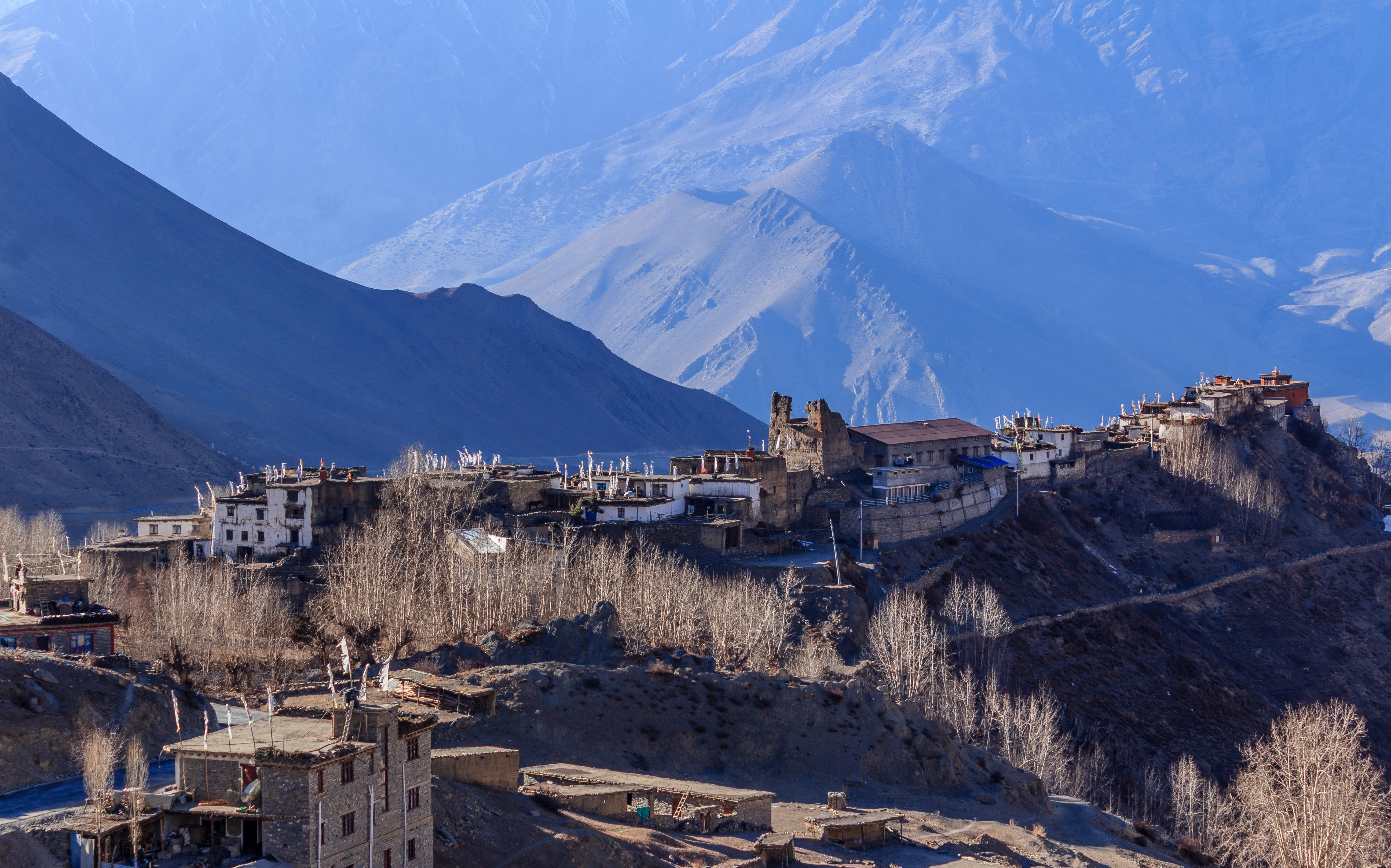
Jharkot, village dans le district de Mustang, à côté de Kagbeni, sur les berges de la Kali Gandaki.
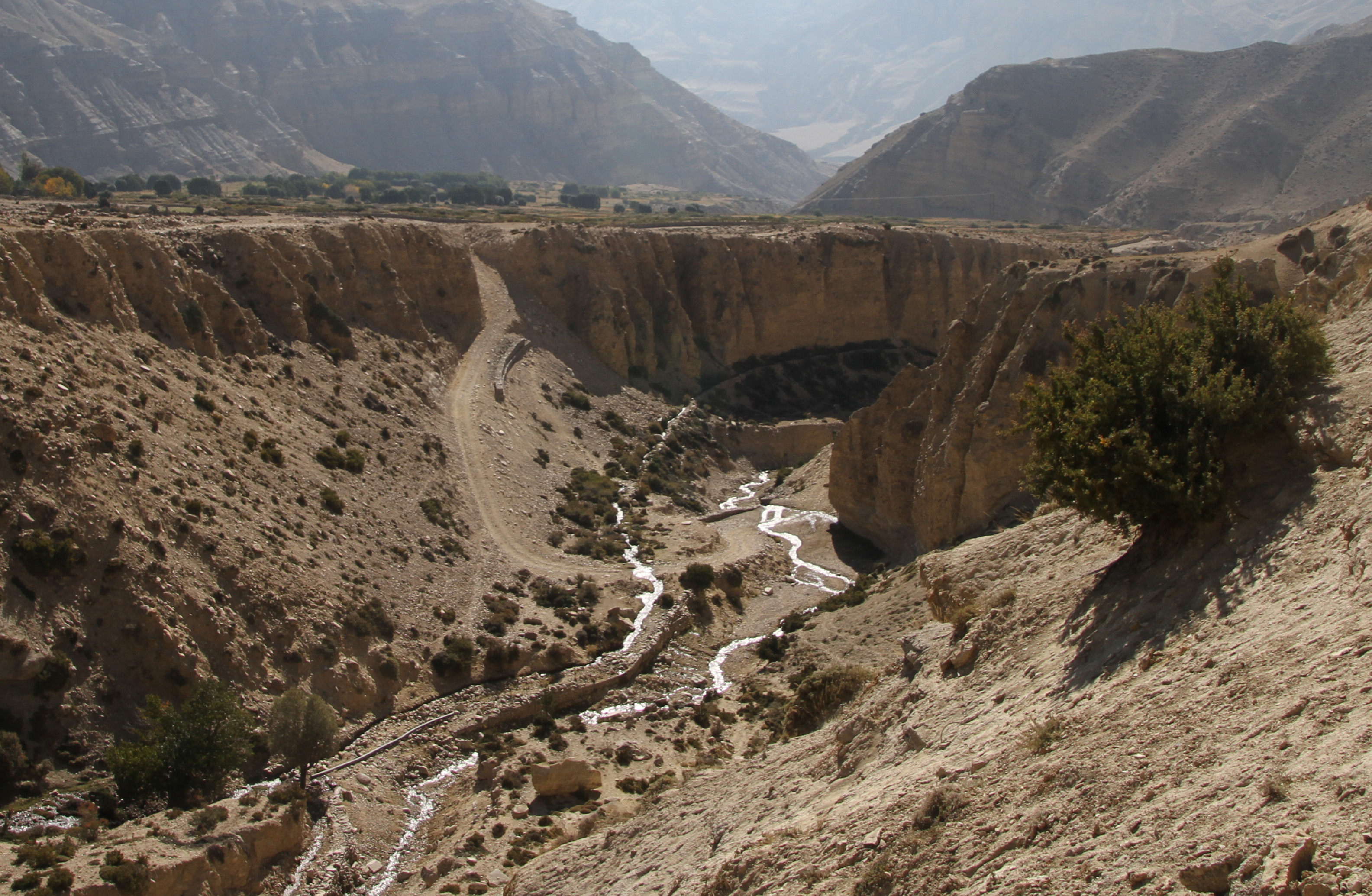
Chemin de Syangboche à Ghiling.